# Silent Hill
Silent Hill («Са́йлент Хилл», с англ. — «Тихий холм» или «Безмолвный холм», яп. サイレントヒル Саирэнто Хиру) — хоррор-медиафраншиза, основанная на играх в жанре Survival horror, основанная Кэйитиро Тоямой и издаваемая компанией по разработке компьютерных игр Konami. Первые четыре игры серии были разработаны Team Silent — группой разработчиков внутри Konami Computer Entertainment Tokyo, внутренней студии Konami; последующие — другими, преимущественно западными студиями. Silent Hill является одной из самых известных и популярных игровых серий в истории игровой индустрии. Ранние игры серии, созданные Team Silent, принадлежат к наиболее ярким представителям жанра survival horror, во многом определившим его развитие.
Действие большинства игр серии происходит в вымышленном американском городе Сайлент Хилл. Игры серии создавались под сильным влиянием литературы ужасов, в частности, психологических ужасов. Среди более ранних представителей жанра survival horror они выделяются яркими многоплановыми сюжетами и мрачной, пугающей атмосферой; персонажи серии Silent Hill — не герои боевиков, а рядовые обыватели. По данным на 2025 год было продано 11,7 миллионов копий игр по всему миру. В рамках медиафраншизы выпускались книги, комиксы и художественные фильмы, основанные на играх.

## Игры

### Основная серия
| 1999 | Silent Hill                     |
| 2000 |                                 |
| 2001 | Silent Hill: Play Novel         |
| 2001 | Silent Hill 2                   |
| 2002 |                                 |
| 2003 | Silent Hill 3                   |
| 2004 | Silent Hill 4: The Room         |
| 2005 |                                 |
| 2006 | Silent Hill (мобильная игра)    |
| 2007 | Silent Hill: The Arcade         |
| 2007 | Silent Hill: Origins            |
| 2007 | Silent Hill: Orphan             |
| 2007 | Silent Hill: The Escape         |
| 2008 | Silent Hill: Homecoming         |
| 2009 | Silent Hill: Shattered Memories |
| 2010 |                                 |
| 2011 |                                 |
| 2012 | Silent Hill: Downpour           |
| 2012 | Silent Hill HD Collection       |
| 2012 | Silent Hill: Book of Memories   |
| 2013 |                                 |
| 2014 | Silent Hills (отменена)         |
| 2015 |                                 |
| 2016 |                                 |
| 2017 |                                 |
| 2018 |                                 |
| 2019 |                                 |
| 2020 |                                 |
| 2021 |                                 |
| 2022 |                                 |
| 2023 | Silent Hill: Ascension          |
| 2024 | Silent Hill: The Short Message  |
| 2024 | Silent Hill 2 (ремейк)          |
| 2025 | Silent Hill f                   |
| TBA  | Silent Hill: Townfall           |

#### Silent Hill
- Платформа: PlayStation
- Год выхода: 1999

Писатель Гарри Мэйсон по просьбе своей дочери Шерил направился вместе с ней на отдых в курортный городок Сайлент Хилл. Подъезжая к городу, он попал в аварию, а когда очнулся, дочери рядом не было.

#### Silent Hill 2
- Платформы: PlayStation 2, PlayStation 3, Xbox, Xbox 360, PC
- Год выхода: 2001

Джеймс Сандерленд, главный герой игры, три года не может оправиться от смерти жены. Его супруга, Мэри, умерла от редкой и неизлечимой болезни. Но однажды Джеймс получает письмо, подписанное именем покойной жены. Она пишет, что ждёт его в их «особом» месте в городке Сайлент Хилл, где они когда-то проводили немало времени. Письмо вызывает смятение и боль у Джеймса, он не может поверить, что его жена жива. Чтобы во всём разобраться, он отправляется в город, который скрывает много неизведанных тайн.

#### Silent Hill 3
- Платформы: PlayStation 2, PlayStation 3, Xbox 360, PC
- Год выхода: 2003

Жизнь семнадцатилетней девушки Хизер Мэйсон рушится в один миг. Только что она спокойно обедала в забегаловке торгового центра, и вот вокруг нависла тьма, в которой прячутся полчища чудовищ, а те редкие люди, которых она встречает, не горят желанием ей помочь.

#### Silent Hill 4: The Room
- Платформы: PlayStation 2, PlayStation 3, Xbox, PC
- Год выхода: 2004

Четвёртая часть серии игр. Сюжет Silent Hill 4: The Room крутится вокруг молодого человека по имени Генри Таунсенд, проживающего на юге города Эшфилд. Его постоянно мучают ночные кошмары, но это лишь самая малая часть по сравнению с тем, что ему ещё суждено увидеть проснувшись. Он не может покинуть квартиру традиционным путём: входная дверь замотана цепями, окна закрыты. Остаётся один выход — таинственная дыра в стене.

#### Silent Hill: Origins
- Платформы: PlayStation Portable, PlayStation 2
- Год выхода: 2007

Главный герой, Тревис Грэйди — водитель грузовика с тяжёлым прошлым. Проезжая через Сайлент Хилл, Трэвис становится свидетелем ужасного пожара и выносит обожжённое тело маленькой девочки из охваченного огнём здания, при этом теряя сознание. Трэвис приходит в себя, лёжа на скамье посреди Сайлент Хилла. Пытаясь разобраться в происходящем вокруг, он оказывается вовлечён в чью-то ужасную игру, где на кону — его жизнь.
Игра является предысторией Silent Hill 1 и, следовательно, всей серии игры Silent Hill.

#### Silent Hill: Homecoming
- Платформы: PlayStation 3, Xbox 360, PC
- Год выхода: 2008

Silent Hill: Homecoming — шестая часть серии компьютерных игр Silent Hill, разработанная компанией Foundation 9 Entertainment и Double Helix Games. Протагонист игры Алекс Шепард, участник войны, возвращается в родной город Шепардс-Глен, чтобы отыскать пропавшего младшего брата. Дома Алекс находит мать, впавшую в кататонию. Поиски родственника заводят главного героя в город «Сайлент Хилл». Шаг за шагом герой приближается к шокирующей развязке, где раскрывается правда.

#### Silent Hill: Shattered Memories
- Платформа: Nintendo Wii, PlayStation Portable, PlayStation 2
- Год выхода: 2009

Это «полное переосмысление» первой части Silent Hill. Протагонистом по-прежнему является Гарри Мейсон, который ищет свою дочь, но всё остальное полностью изменено. Основным инвентарём, который помогает при прохождении игры, является мобильный телефон, который можно использовать для звонков, фотографий, записок и прочего. Привычный для всех предыдущих частей франшизы туман в городе заменён на снегопад и метель, а при переходе главного героя в альтернативную реальность город и его жители полностью покрываются льдом. Игра разработана студией «Climax Group». Акира Ямаока написал музыку и для седьмой по счёту игры серии.

#### Silent Hill: Downpour
- Платформа: PlayStation 3, Xbox 360
- Год выхода: 2012

Заключённый Мерфи Пендлтон сбежал в Сайлент Хилл из тюремного автобуса во время перевозки. Странности, происходящие в игре, так или иначе связаны с водой. Последний из значимых разработчиков классической серии, композитор Акира Ямаока, не участвовал в создании проекта. Музыку к игре написал американский композитор Дэниел Лихт.

#### Silent Hills
- Платформа: PlayStation 4
- Год выхода: Отменена

Новая игра была представлена в ходе выставки Gamescom 2014 на пресс-конференции Sony в виде нового хоррора под названием P.T., демоверсию которого предлагали скачать всем желающим из магазина PlayStation Store. После прохождения демоверсии игрок мог посмотреть тизер-трейлер, где подтверждалось, что игра называется Silent Hills и над её созданием работает Хидэо Кодзима и команда Kojima Productions в сотрудничестве с голливудским режиссёром Гильермо дель Торо. Главный герой P.T. был создан на основе облика актёра Нормана Ридуса. Разработка игры отменена.

#### Silent Hill f
- Платформа: TBA
- Год выхода: 2025

Действие игры впервые за всю серию видеоигр происходит не в Сайлент Хил, а в Японии. События игры будут происходить в 1960-х годах.

### Ремейки

#### Silent Hill 2
- Платформа: PlayStation 5, Windows
- Год выхода: 2024

Представляет собой переосмысление второй части франшизы, с полной переработкой персонажей, улучшенной графикой и частично доработанным сюжетом. Игра была очень тепло принята игроками и открыла новый взгляд на Silent Hill.

### Другие игры

#### Silent Hill Play Novel
- Платформа: Game Boy Advance
- Год выхода: 2001

Игра представляет собой текстовый квест, повторяющий события первой части игры и дающий играющему более широкий обзор того, что происходило в игре. Игра провалилась в пробном прокате в Японии и не была переведена на английский. 

#### Silent Hill DX
- Год выхода: 2006
- Платформа: Мобильные телефоны с поддержкой J2ME
- Игра на самом деле называется не «Silent Hill DX», а «Silent Hill — Cage of Cradle»/«Silent Hill Mobile».
- Разработчик — Konami
- Издатель — Konami
- Платформа — Японские мобильные телефоны
- Silent Hill DX — это тот же Play Novel, только с пошаговой боевой системой и доступный пока что только в Японии.

#### Silent Hill: Orphan
- Платформа: Мобильные телефоны с поддержкой J2ME
- Год выхода: 2007

Игра представляет собой квест от первого лица на мобильном телефоне. Сюжет вращается вокруг сестры Алессы — Карен, которая тридцать лет назад жила в приюте Сайлент Хилла.
Повествование в игре ведётся от лица трёх персонажей (Бен, Мун, Карен), которые были в приюте во время ночной резни и остались живы.
Место действия всей игры — приют Сайлент Хилла, куда все персонажи попали по случайности.

#### Silent Hill: Mobile 2
- Платформа: Мобильные телефоны с поддержкой J2ME
- Год выхода: 2008

События Silent Hill Mobile 2 разворачиваются в госпитале, где вам предстоит выступить в роли двух новых героев — Лукаса (сына Карен из Silent Hill Orphan) и Винсента, который, по словам Карен, ответственный за то, что случилось ранее. Вас ждет приключенческий хоррор от первого лица, где вам необходимо будет исследовать госпиталь и его окрестности, а также противостоять монстрам.

#### Silent Hill: Mobile 3
- Год выхода: 2010
- Платформа: Java,Мобильные телефоны с поддержкой J2ME
- Разработчик: Playsoft
- Издатель: Konami
- Жанр: point-and-click adventure

#### Silent Hill: The Arcade
- Год выхода: 2007
- Платформа: Игровые автоматы
- Разработчик: Konami
- Издатель: Konami
- Жанр: rail shooter

#### Silent Hill: The Escape
- Платформа: FOMA и iPhone / iPod Touch
- Год выхода: 2008

Продукт для мобильных телефонов . Он был выпущен в Японии для телефона FOMA 19 декабря 2007 г .; и была выпущена для iOS на международном уровне в 2009 году. Цель игры — провести игрока через десять этапов, найдя ключ и открыв запертую дверь. Игра ведется от первого лица . Игра получила неоднозначные отзывы из-за отсутствия сюжетной линии и плохой реализации.

#### Silent Hill: Book of Memories
- Платформа: PlayStation Vita
- Год выхода: 2012

Главному герою приходит по почте странная книга. Вскоре он обнаруживает, что она способна менять настоящее и даже прошлое. И чтобы построить себе идеальную жизнь, протагонист отправляется в опасное приключение.
Впервые в серии, игрок может самостоятельно создать имя, пол и внешность своего персонажа.

#### Silent Hill: The Short Message
- Платформа: PlayStation 5
- Год выхода: 2024

Сюжет представляет собой побочную историю о девочке-подростке по имени Анита, которая получает странные текстовые сообщения от своей покойной подруги Майи, которая покончила жизнь самоубийством.

## Состав разработчиков

### Основная серия
| Год  | Игра                    | Руководители        | Продюсер(ы)                   | Исполнительные продюсеры        | Геймдизайнер(ы)           | Сценарист(ы)                                        | Художник(и)                            | Композитор(ы)                          |
| ---- | ----------------------- | ------------------- | ----------------------------- | ------------------------------- | ------------------------- | --------------------------------------------------- | -------------------------------------- | -------------------------------------- |
| 1999 | Silent Hill             | Кэйитиро Тояма      | Годзо Китао, Майкл Галло      | Макото Яно                      | Кэйитиро Тояма            | Кэйитиро Тояма                                      | Масахиро Ито, Наоко Сато, Такаёси Сато | Акира Ямаока                           |
| 2001 | Silent Hill 2           | Масаси Цубояма      | Акихиро Имамура               | Годзо Китао                     | Масаси Цубояма            | Хироюки Оваку                                       | Масахиро Ито                           | Акира Ямаока                           |
| 2003 | Silent Hill 3           | Кадзухидэ Накадзава | Акира Ямаока                  | Годзо Китао                     | Кадзухидэ Накадзава       | Хироюки Оваку                                       | Масахиро Ито                           | Акира Ямаока                           |
| 2004 | Silent Hill 4: The Room | Сугуру Муракоси     | Акира Ямаока, Акихиро Имамура | Хиротака Исикава                | Сугуру Муракоси           | Сугуру Муракоси                                     | Масаси Цубояма                         | Акира Ямаока                           |
| 2007 | Silent Hill: Origins    | Марк Симмонс        | Уильям Эртель                 | Карл Д. Джеффри, Саймон Гарднер | Сэм Барлоу                | Сэм Барлоу                                          | Нил Уильямс                            | Акира Ямаока                           |
| 2008 | Silent Hill: Homecoming | Корди Риерсон       | Джереми Ли                    | Джереми Эйри                    | Джейсон Аллен             | Патрик Дуди, Крис Валенциано                        | Мэтт Олсон                             | Акира Ямаока                           |
| 2012 | Silent Hill: Downpour   | Энди Панг           | Девин Шатски, Александр Сила  | Джереми Эйри                    | Брайан Гомес, Марек Берка | Брайан Гомес, Том Вальц, Томм Хьюлетт, Девин Шатски | Людек Фарда                            | Дэниел Лихт                            |
| 2025 | Silent Hill f           | Ал Янг              | Мотои Окамото                 | —                               | —                         | Рюкиси07                                            | kera                                   | Акира Ямаока, Кэнсукэ Инагэ, Dai, Xaki |

### Ремейки
| Год  | Игра                            | Руководители  | Продюсер(ы)                | Исполнительные продюсеры   | Геймдизайнер(ы) | Сценарист(ы)   | Художник(и)                 | Композитор(ы) |
| ---- | ------------------------------- | ------------- | -------------------------- | -------------------------- | --------------- | -------------- | --------------------------- | ------------- |
| 2009 | Silent Hill: Shattered Memories | Марк Симмонс  | Томм Хьюлетт               | Джереми Эйри               | Сэм Барлоу      | Сэм Барлоу     | Нил Уильямс                 | Акира Ямаока  |
| 2024 | Silent Hill 2                   | Матеуш Ленарт | Мотои Окамото, Мачей Гломб | Петр Бабиено, Конрад Рекеч | Матеуш Ленарт   | Анджей Монджак | Матеуш Ленарт, Масахиро Ито | Акира Ямаока  |

## Другие медиа

### Комиксы
В дополнение к играм издательство IDW Publishing по лицензии Konami начиная с 2004 года публикует серию комиксов, действие которых происходит во вселенной Silent Hill. К их созданию приложили руку разработчики игровой серии.

### Книги
Все книги официально выпущены только в Японии.
- Lost Memories — Silent Hill Chronicles = 失われた記憶―サイレントヒル・クロニクル. — Konami Digital Entertainment, 2003. — 360 с. — (KONAMI Official Guide). — ISBN 978-4-757-18145-8.

Путеводитель, детализирующий различные аспекты первых трёх игр — символику, игровые идеи, процесс создания.
- Drawing Block: Silent Hill 3 Program (2003; Альбом для рисования: Программа «Сайлент Хилл 3»).

Книга с артами по «Сайлент Хилл 3», выпущенная ограниченным тиражом. Продавалась комплектом с DVD Lost Memories и двумя постерами. Название позаимствовано у детского альбома Шерил.
- Silent Hill (2006; Тихий Холм)

Не путайте с фильмом, который был выпущен в том же году с одноимённым названием. Это новелизация первой игры серии от Садаму Ямасита (Sadamu Yamashita). Она разделена на три части: Туман, Тьма и Кошмар.

### Саундтреки
Автором музыки для всех игр сериала Silent Hill, кроме — Silent Hill: Downpour и Silent Hill: Book of Memories, — является Акира Ямаока, получивший широкую известность после игры Silent Hill 2. Саундтрек к этой игре получил титул не только лучшего саундтрека года, но и был признан одним из лучших игровых саундтреков за всю историю видеоигр вообще. В каждой новой части серии Акира Ямаока добавлял в музыку для Silent Hill новые элементы. Помимо многочисленных OST`ов, к большинству игр выходили также альбомы CST (Complete Soundtrack), реже «Limited Edition», и совсем редко «Special Mini Soundtrack». Альбомы-OST выходили в специализированном издании Silent Hill Sounds Box в 2011 году, выпущенном на 8 дисках, которое включало музыку из 7 первых игр серии, три трека из Silent Hill Arcade, а также бонусный диск «Extra musiс».

### Фильмы
- Сайлент Хилл (2006)
- Сайлент Хилл 2 (2012)
- Возвращение в Сайлент Хилл (2026)

## Геймплей
Игровой процесс игр серии Silent Hill типичен для жанра survival horror. В большинстве игр игрок управляет персонажем с видом от третьего лица; этот персонаж должен продвигаться по игре, сталкиваясь с монстрами и другими источниками опасности. Игрок должен искать способы попасть в места, доступ в которые для него первоначально закрыт — например, искать ключи от запертых дверей или другие важные предметы, открывающие дорогу дальше; игры часто включают в себя головоломки, которые нужно разгадать, чтобы добраться до этих ключей или предметов. Игры серии уделяют много внимания поиску предметов и их комбинированию друг с другом. В отличие от серии Resident Evil, в Silent Hill редко приходится возвращаться в уже посещённые локации; предметы, подсказки и ключи обычно находятся в той же области игры, где их предполагается использовать. Игроку доступна карта той области игры, где находится персонаж; уже посещённые зоны отмечаются на ней красным цветом. В «кошмарных» сегментах в Silent Hill: Shattered Memories на телефоне героя включается геолокация — она помогает выбраться из лабиринта и сбежать от монстров. В Silent Hill нет характерного для Resident Evil и других подобных survival horror-игр ограничения на количество предметов, которые персонаж может носить с собой — «инвентарь» бесконечен; исключением является Silent Hill 4: The Room, где протагонист может взять в каждую вылазку в Потусторонний мир лишь ограниченное количество предметов, а остальные складирует в сундуке в своей квартире.
При обследовании мира игры игрок сталкивается с монстрами, угрожающими персонажу — они пытаются убить или покалечить его самыми разными способами. От рядовых врагов, как правило, можно сбежать, но в случае столкновения с боссами персонаж оказывается на закрытой арене и должен обязательно уничтожить противника, чтобы выжить. Монстры в Silent Hill должны вызывать у игрока страх и отвращение; среди этих противников — огромные насекомые и уродливые человекоподобные существа, похожие на недоразвитые эмбрионы или изуродованных инвалидов. Дизайнер Масахиро Ито, создававший монстров для первых трех игр серии, отмечал по отношению к монстрам из Silent Hill 2, что первоначально придавал им человеческие черты, а затем «стирал» этот человеческий аспект, наделяя монстров странными движениями и придавая их частям тела неестественное положение; при анимации монстров за образец брались особенности поведения пьяных людей и младенцев. Монстры в играх серии часто связаны со страхами и психологическими травмами персонажей и имеют соответствующий дизайн; некоторые монстры — как Пирамидоголовый или медсёстры — стали особенно узнаваемыми и популярными.

## Место действия
Игры серии Silent Hill объединены общим местом действия — вымышленным американским городком Сайлент Хилл. Японские разработчики создавали вымышленный Сайлент Хилл, ориентируясь на фотографии реально существующих поселений в США; в процессе разработки Silent Hill 2 сотрудники Team Silent ездили в США, собирали информацию и делали множество фотографий. По словам композитора Акиры Ямаоки, во времена создания первой игры серии разработчики «пытались воссоздать классический американский хоррор, пропустив его через японский фильтр». Продюсер серии Акихиро Имамура указывал на кинематографический стиль американского режиссёра Дэвида Линча как важнейший источник вдохновения при создании атмосферы игр, особо отмечая срежиссированный Линчем телесериал «Твин Пикс».
В документах, которые можно найти в играх, — книгах, брошюрах и тому подобном, Сайлент Хилл описывается как идиллический курортный городок на берегу озера Толука, идиллическое место для туристов, однако в играх встречаются и намёки на более мрачное прошлое Сайлент Хилла — упоминания религиозных культов, чумы, несчастных случаев. Герои каждой игры, где появляется город, находят его внезапно заброшенным и превратившимся в город-призрак: в нём может стоять густой туман и идти снег не по времени года. Игры часто помещают персонажей в «Потусторонний мир» — ещё более пугающее место, где обыденные места — например, начальная школа, больница или отель — принимают кошмарный, инфернальный вид. При переходе в Потусторонний мир интерьеры ветшают, краска облупляется, вместо полов возникают ржавые решётки над бездонными пропастями, в помещениях появляются предметы наподобие свисающих с потолка цепей или больничных каталок, и иногда — лужи крови или изуродованные трупы. Если «туманная» версия Сайлент Хилла призвана вызывать у игрока дискомфорт и тревогу, то «потусторонняя» — омерзение и отвращение. В разных играх серии действие игры может происходить и в других городах, и они также претерпевают похожее превращение. Причина таких превращений в играх не объяснялась; книга Lost Memories, прилагавшаяся к японскому руководству по игре Silent Hill 3, утверждала, что город стал «грандиозным катализатором для воплощения коллективного бессознательного жителей Сайлент Хилла. он манит к себе тех, в чьем сердце живёт тьма». По словам Имамуры, в Сайлент Хилле обитает загадочная сила, способная воздействовать на людей — город отражает мир, в котором кошмар невозможно отличить от реальности.

## Восприятие
| Игра                            | Metacritic                             |
| ------------------------------- | -------------------------------------- |
| Silent Hill                     | (PS1) 86/100                           |
| Silent Hill 2                   | (PS2) 89/100 (Xbox) 84/100 (PC) 70/100 |
| Silent Hill 3                   | (PS2) 85/100 (PC) 72/100               |
| Silent Hill 4: The Room         | (PS2) 76/100 (Xbox) 76/100 (PC) 67/100 |
| Silent Hill: Origins            | (PSP) 78/100 (PS2) 70/100              |
| Silent Hill: Homecoming         | (PS3) 71/100 (X360) 70/100 (PC) 64/100 |
| Silent Hill: Shattered Memories | (Wii) 79/100 (PS2) 77/100 (PSP) 73/100 |
| Silent Hill: Downpour           | (X360) 68/100 (PS3) 64/100             |
| Silent Hill HD Collection       | (PS3) 70/100 (X360) 69/100             |
| Silent Hill: Book of Memories   | (Vita) 58/100                          |

Журнал «Мир фантастики» назвал Silent Hill эталоном survival horror в рейтинге 100 главных видеоигр. Серия обрела широкую известность, и ряд источников характеризует её как культовую.